# Rochage

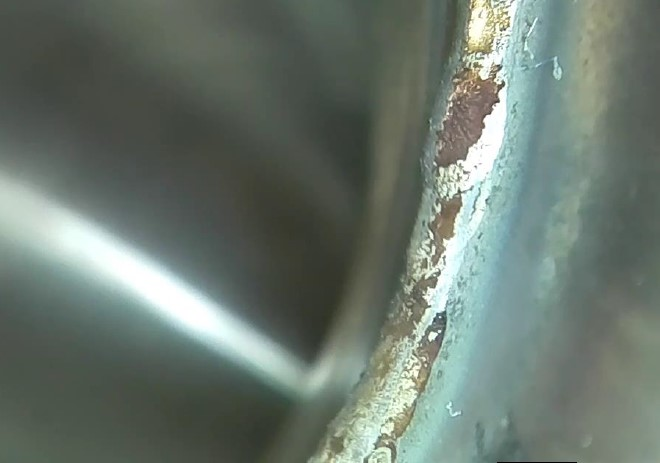
Rochage d'une soudure TIG de tuyauterie inox : zone cloquée noircie

Le rochage est un phénomène qui survient au cours du refroidissement d'un métal ou d'un alliage après fusion, consécutif à son chauffage ou au soudage du matériau. Il est caractérisé par le dégagement de gaz à la surface du métal qui se solidifie avec la formation de cloques irrégulières,.

## Détails du phénomène

### Solidification du métal
Les gaz libérés en surface du métal sont les gaz dissous dans celui-ci à l'état liquide, à l'exemple du cuivre ou de l'argent qui emprisonnent une grande quantité de gaz. Ils se dégagent lors du processus de solidification. Les gaz émis peuvent aussi être générés par des réactions chimiques au sein du métal en fusion. Dans certains cas ces réactions sont suffisamment rapides pour que le gaz se dégage en bouillonnant, et ne donnent pas au métal solidifié l'aspect lisse souvent souhaité. C'est par exemple le phénomène qui s'observe lorsque la coupellation de l'argent est défectueuse.

### Soudage de métaux

#### Acier au carbone
Lors du soudage de métaux pour l'assemblage d'éléments, le rochage apparaît lorsque de l'acier effervescent est employé sans utiliser le métal d'apport qui convient pour l'éviter. Le rochage conduit à des soudures ayant l'aspect d'une mousse métallique.

#### Acier inoxydable
Le rochage se rencontre aussi lors du soudage des aciers inoxydables par procédé TIG ou MIG. Si la protection gazeuse est mal assurée, car il y a nécessité d'inertage à l'envers du cordon de soudure par un gaz inerte comme l'argon, l'inox en fusion s’oxyde avec l'air ambiant, occasionnant le rochage. La soudure interne défectueuse prend un aspect très noir et sa surface cloquée donne l'apparence d'une roche volcanique. Poreuse, elle devient fragile. À l'usage, la zone rochée d'une tôle ou d'une tuyauterie rochée laisse place rapidement à une zone corrodée, sujette au développement bactérien de par sa surface irrégulière.